# 구스호촌 (야마나시현)
구스호촌(楠甫村)은 야마나시현 니시야쓰시로군에 설치되었던 촌이다. 현재의 이치카와미사토정에 해당한다.